# Каратисти-вбивці
Каратисти-вбивці (англ. The Karate Killers) — американський пригодницький бойовик режисера Беррі Шира 1967 року.

## Сюжет
Агенти Об'єднаного командування органів правопорядку (U. N. C. L. E.) Наполеон Соло та Ілля Курякін шукають по всьому світі секретну формулу перетворення соленої води в золото, яку вмираючий вчений розділив на чотири частини і роздав чотирьом своїм дочкам, що живуть у різних країнах. За ними по п'ятах слідує лиходій Рендольф зі своїм помічником.

## У ролях
- Роберт Вон — Наполеон Соло
- Девід МакКаллум — Ілля Курякін
- Джоан Кроуфорд — Аманда Тру
- Курд Юргенс — Карл фон Кессер
- Герберт Лом — Рендольф
- Теллі Савалас — граф Валеріано Де Фанзіні
- Террі-Томас — констебль
- Лео Г. Керрол — Александр Веверлі
- Кім Дарбі — Сенді Тру
- Дайан МакБейн — графиня Марго Де Фанзіні
- Джилл Айрленд — Імоджен Смайт
- Даніель Де Мец — Івонн
- Джим Боулс — доктор Саймон Тру